# Вий (мюзикл)
«Вий» — российский оригинальный мюзикл по мотивам повести Гоголя Н.В. «Вий» продюсерской компании «Creative lab STAIRWAY».

## Сюжет
В Малороссии XIX века: бурсак-философ Хома Брут с двумя веселыми друзьями, Тиберием и Халявой, после задорных плясок на городской ярмарке, где его замечает Панночка, которой он не отвечает взаимностью и учтивостью, заплутав в темноте по дороге, попадает на отдалённый хутор к старухе-ведьме. Хома готовился в темноте хлева ко сну, когда был напуган визитом ведьмы, которая оказалась совсем не старухой, а дочерью сотника, Панночкой. И теперь бурсаку предстоит три ночи отпевать покойницу, чтобы спасти её грешную душу или вернуть ведьму к жизни и погубить свою. Получила ли Панночка Хому и чем окончилась загадочная история с ведьмой, можно узнать придя на спектакль.

## Постановка
С могильного креста панночка снимает венок и одевает на голову. Ректор киевской бурсы отправляет трёх неугомонных друзей-бурсаков на каникулы, давая наставления на дорогу. С его нравоучением о нравственности не согласен бурсак-философ Хома Брут, вместе с друзьями Халявой и Тиберием они устраивают разухабистые танцы на площади («Не повеселиться, не согрешить»), раздражая поведением ректора, который отчитывает бурсаков прилюдно. Казаки — Дорош, Спирид, Голопупенко и хозяйка Хавронья Никифоровна пугают ректора рассказами о нечистой силе и веселят Хому, который не верит во все эти истории («Не верю»). На площади появляется Сотник с дочерью Панночкой и одаривает толпу деньгами, люди шепчутся вслед, называя её ведьмой. Панночка становится свидетельницей речи Хомы и испытывает его, бурсак не отвечает ей взаимностью («Веночек»).
Бурсаки становятся невольными свидетелями того, как ректор пытается склонить Хавронью к греху («Дуэт Ректора и Хавроньи»), и высмеивают их. Гонимые ректором, Хома, Халява и Тиберий попадают на отдалённый хутор, где спасаясь бегством от волков в темноте, попадают к старухе-ведьме, просясь остановиться на ночлег («Воют волки»). Ночью хозяйка является в хлев к засыпающему Хоме и пугает его. Оседлав бурсака ведьма летает на нём, пока молитвами он не освобождается, сам верхом не летает на ней («Явление ведьмы») и после избивает. Ведьма превращается в панночку, Хома Брут, потрясённый увиденным, бежит с места происшествия в Киев, но ректор велит ему возвращаться. Под конвоем казаков, Хома доставлен к дому сотника на хутор, попытка бегства им не увенчалась успехом («Казаки»). У горюющего сотника умерла дочка и перед смертью просила, чтобы три ночи по ней отпел Хома Брут («Горе»). Приблизившись к гробу, бурсак опознаёт с ужасом в покойнице панночку.
Девушки-хуторянки тоскуют без парубков, пытаясь привлечь внимание Хомы, но Явтух их отгоняет («Ивы»). Оказавшись в пустой церкви, которую только на весь хутор сотник и панночка при жизни посещали, Хома очертил вокруг себя круг на полу — и когда ведьма ожила, она ничего не могла с ним сделать («Первая ночь»). Наутро казаки и Хавронья стали рассказывать Хоме страшные истории о панночке («Байка о Микитке»). Явтух прогоняет их и пытается поддержать советом, упавшего духом бурсака, рассказав ему свою историю («Ария Явтуха»). Во вторую ночь панночка пыталась безуспешно прорваться через круг, оберегавший Хому, в гробу, на котором она летала по церкви («Вторая ночь»).
Утром бурсака привели к дому сотника — он был весь поседевший и желал немедленно вернуться в Киев. Сотник пригрозил расправой за неповиновение («Угрозы Сотника»), попытка бегства не дала результата и Хома смирился со своей участью («Пей, Хома, не думай»). На третью ночь Хома, не сдюжив присутствия панночки, перешёл от молитвы на проклятия в её адрес, на зов ведьмы явилось огромное число чудовищ, которое не смогло найти его, и она приказала им позвать Вия, которому Хома не выдержал от «слабости веры» и глянул в глаза («Третья ночь»). Утром два бурсака, Халява и Тиберий, обсуждая смерть Хомы, утверждают, что если бы он не испугался, то смог бы спастись, пробуждая бурсака. Хома из сумки достаёт венок ведьмы, позади него возникает панночка и зовёт его.
Лейтмотив всего мюзикла: «Кто проклятье шлёт вместо молитвы — проиграет с нечистью битву сам!», «Коль ослаблена вера в человеке – час возмездия настанет очень скоро!». «Продюсерской группе Creative Lab SRAIRWAY все-таки удалось рискнуть взяться за бессмертные строки Николая Васильевича Гоголя и поставить новый мистический мюзикл «Вий», яркий, красочный спектакль, вдохнув в него новую жизнь и современное звучание, рассказав свою собственную историю, где добро сталкивается со злом, истинная вера вступает в борьбу с темными, мистическими силами, а самобытная душа народа рвет все границы и условности». В мюзикле идёт переосмысление истории, одним и тем же лицом является отец панночки – сотник – и посредник между тем и этим светом, инфернальный Вий.
Перед спектаклем продюсеры пригласили священника русской православной церкви, Отца Василия, освятить сцену, актёров и гроб Панночки, убедив, что история в мюзикле об истинной вере и всепрощении. Главным героям в мюзикле приходится по-настоящему летать, исполняя сложные акробатические трюки. Исполнителей приглашал лично генеральный продюсер Руслан Герасименко. Актёрский состав со дня премьеры перетерпел изменений, проект покинула Теона Дольникова и Анастасия Макеева, преодолев суеверия, связанные с гробом, к проекту в 2023 году присоединилась Галина Безрук. Руслан Герасименко с 2022 года примерил образ ректора и сотника, с 2023-го — Хомы. Один из исполнителей роли Тиберия Горобца, Ярослав Баярунас, покинул мюзикл на стадии репетиций перед премьерой. Игорь Скрипко, помимо Хомы, заявлен был и не сыграл Тиберия, Алексей Петрухин не сыграл роль Хомы Брута, на которую был заявлен.
Мюзикл был удостоен XIII международной независимой театральной премии зрительских симпатий «Звезда театрала» как «Лучший музыкальный спектакль» 7 декабря 2020 года в Театре им. Евгения Вахтанговатеатре Вахтангова, 30 июня исполнительница роли Панночки, Дарья Бурлюкало, вошла в лонг-лист (десятку лучших) в номинации «Лучшая женская роль», выиграла первую премию международного фестиваля мюзикла «Х-37» в номинации «Любимая артистка, по мнению зрителей» (по итогам онлайн-голосования), как «Любимая актриса зрителей» 29 ноября.

## Музыкальные номера
- I акт
  - Не повеселиться, не согрешить (Хома, Халява, Тиберий)
  - Не верю (Хома)
  - Веночек (Панночка)
  - Дуэт Ректора и Хавроньи (Ректор, Хавронья)
  - Воют волки (Хома, Халява, Тиберий)
  - Явление ведьмы (Хома, Панночка)
  - Казаки (Спирид, Дорош, Голопупенко, Явтух, Старший казак)
  - Горе (Сотник, Хома)
- II акт
  - Ивы (Ансамбль)
  - Первая ночь (Хома, Панночка)
  - Байка о Микитке (Дорош, Спирид, Голопупенко, Хавронья, ансамбль)
  - Ария Явтуха (Явтух)
  - Вторая ночь (Хома, Панночка)
  - Угрозы Сотника (Сотник)
  - Пей, Хома, не думай (Дорош, Спирид, Голопупенко, Хома)
  - Третья ночь (Хома, Панночка)

## Действующие лица и исполнители
- Панночка — ведьма, дочка Сотника.
- Хома Брут — средний бурсак, философ.
- Сотник / Вий — отец Панночки, командир казаков.
- Халява — старший бурсак, богослов.
- Тиберий Горобець — младший бурсак, ритор.
- Явтух — слуг Сотника, казак.
- Спирид — казак.
- Дорош — казак.
- Голопупенко — казак.
- Хавронья Никифоровна — селянка-хуторянка, у которой квартируют казаки.
- Ректор — наставник бурсаков в киевской бурсе.

| Персонаж    | Москва (2019)                                                                                |
| ----------- | -------------------------------------------------------------------------------------------- |
| Панночка    | Дарья Бурлюкало, Галина Безрук, Анастасия Макеева, Теона Дольникова                          |
| Хома        | Дмитрий Савин, Руслан Герасименко, Игорь Скрипко                                             |
| Сотник      | Максим Заусалин, Игорь Балалаев, Руслан Герасименко                                          |
| Халява      | Максим Клестов, Никита Шишкин, Евгений Аксёнов                                               |
| Тиберий     | Андрей Сунцов, Александр Казаков, Александр Шарабарин                                        |
| Явтух       | Фёдор Воскресенский, Константин Иванов, Денис Сарайкин                                       |
| Спирид      | Евгений Аксёнов, Денис Сарайкин, Максим Клестов                                              |
| Дорош       | Сергей Олексяк, Антон Дёров, Евгений Аксёнов                                                 |
| Голопупенко | Сергей Усков, Алексей Шулин, Денис Сарайкин                                                  |
| Хавронья    | Таис Урумидис, Елена Моисеева                                                                |
| Ректор      | Антон Дёров, Игорь Портной, Евгений Аксёнов, Руслан Герасименко                              |
| Казаки      | Василий Черненков, Сергей Барткайтис, Станислав Мошкин, Никита Радченко                      |
| Ансамбль    | Натали Плотвинова, Александра Дорохова, Анастасия Дорохова, Валерия Морарь, Галина Шиманская |

- Премьерный состав 4 октября 2019 (Москва)
  - Панночка — Дарья Бурлюкало
  - Хома Брут — Дмитрий Савин
  - Сотник — Максим Заусалин
  - Хавронья — Таис Урумидис
  - Халява — Максим Клестов
  - Тиберий — Андрей Сунцов
  - Дорош — Сергей Олексяк
  - Ректор — Антон Деров
  - Спирид — Евгений Аксёнов
  - Голопупенко — Сергей Усков
  - Явтух — Фёдор Воскресенский

- Постановочная команда
  - Композитор — Артур Байдо, Евгений Загот
  - Либретто — Оксана Петрановская
  - Слова — Артур Байдо, Валерия Захарова
  - Режиссёр-постановщик — Николай Покотыло
  - Хореограф-постановщик — Марина Суконцева
  - Художник-постановщик — Андрей Злобин
  - Художник по костюмам — Вячеслав Окунев
  - Художник по свету — Александр Романов
  - Продюсеры — Руслан Герасименко, Сергей Поляков